# Покрајина Хаен
Покрајина Хаен (шп. Provincia de Jaén) је покрајина Шпаније у аутономној заједници Андалузија. Главни град је Хаен.